# Campament de Deir 'Ammar
El camp de refugiats de Deir 'Ammar (àrab: مخيّم دير عمّار, muẖayyam Dayr ʿAmmār) és un camp de refugiats palestí de la governació de Ramal·lah i al-Bireh, al centre de Cisjordània, situat 20 quilòmetres al nord-oest de Ramal·lah. Segons l'Oficina Central d'Estadístiques de Palestina (PCBS), el campament tenia 2.347 refugiats en 2016. Per la seva banda, la UNRWA tenia registrats uns 2.500 refugiats en el campament.

## Geografia
El campament es troba a la part alta d'un pujol i en un ambient rural. La superfície municipal de Deir Ammar es troba envoltada íntegrament per la de la veïna Al Itihad. Del total de la seva superfície, 120 dúnams (0,12 quilòmetres quadrats) es consideren sòl edificat, mentre que altres 8 són zona agrícola. El campament es troba a una altitud de 547 metres per sobre del nivell del mar, amb una temperatura mitjana anual de 17 graus i una humitat mitjana anual d'aproximadament el 61%.

## Història

### Creació i ocupació jordana
El campament de Deir Ammar es va establir en 1949 en una parcel·la de terra que pertanyia als habitants del veí poble de Deir Ammar. A canvi, els serveis i instal·lacions que l'UNRWA gestiona en el campament es van fer també extensius per als seus veïns sense estatus de refugiats. L'objectiu inicial dels campaments de l'UNRWA va ser el de donar recer a centenars de milers de refugiats palestins que havien fugit o havien estat expulsats de les seves terres per l'avanç de les tropes israelianes durant la guerra araboisraeliana de 1948, en el que el món àrab ha anomenat la Nakba. En concret, en el campament de Deir Ammar es van establir refugiats provinents de diversos llogarets (Beit Nabala, Der Tareef, Tiret Dandan o Sakiya, entre altres) destruïdes de l'àrea de Jaffa, Ramla i Lod, llocs aquests últims on l'exèrcit israelià va desenvolupar una campanya de neteja ètnica. Després de finalitzar aquesta guerra, tota Cisjordània va quedar sota un règim de ocupació jordana.

### Ocupació israeliana
Poc abans de 1967, un cens de l'OCHA fixava la seva població en 2.048 habitants. Des de la Guerra dels Sis Dies en 1967, el campament de Deir 'Ammar i la resta de Cisjordània han romàs sota ocupació israeliana. Des dels Acords d'Oslo de 1995, el campament es troba a la denominada Zona B, d'administració civil palestina i administració militar israeliana. Una sèrie d'assentaments israelians envolten tant el campament com el llogaret de Deir 'Ammar, sent tots ells il·legals segons el dret internacional. No obstant això, el fet que s'hi accedeixi per carreteres solament per a jueus i que es trobin relativament lluny del campament ha fet que els enfrontaments entre palestins i israelians siguin relativament poc freqüents. En tot cas, la vida diària dels habitants del campament s'ha vist dificultada pels llocs de control militars, assentaments, tocs de queda, carreteres solament per a colones i campaments militars israelians. Per exemple, l'assentament israelià de Talmon es troba a quilòmetre i mig al sud-est de Deir 'Ammar, mentre que l'assentament de Na'aleh es troba a dos quilòmetres cap a l'oest. Està previst que una secció del mur de separació israelià envolti aquest últim assentament en un futur proper. A més, els assentaments de Nahl'iel i Hallamish acaben d'envoltar el campament pel nord i l'est, mentre que la carretera 463, d'ús exclusiu per a colons israelians, passa a un quilòmetre i mig al sud de Deir 'Ammar.
Un habitant de 26 anys del campament anomenat 'Umran al-'Odeh va morir el 8 d'abril de 2002 en la veïna 'Ein 'Arik per trets de soldats israelians. D'acord amb l'organització pacifista israeliana B'Tselem, no participava en cap enfrontament quan va ser abatut.